# Paçô
Paçô ist eine Gemeinde (Freguesia) im nordportugiesischen Kreis Arcos de Valdevez. In ihr leben 970 Einwohner (Stand 19. April 2021).